# Ферульник щетинколистный
Ферульник щетинколистный (лат. Ferulago setifolia) — многолетнее травянистое растение, вид рода Ферульник (Ferulago) семейства Зонтичные (Apiaceae).
Растёт на склонах гор, в кустарниках, на луговинах среди леса и по опушкам. Поднимается до высоты 2000 метров на уровнем моря.
Распространён в Восточном и Южном Закавказье.
Плоды содержат эфирное масло неизвестного состава и используются в Закавказье как пряность.

## Ботаническое описание
Стебель голый, зелёный, прямостоячий, тонкоребристый и немного угловатый, высотой 20—60 см. Корень толстый, вертикальный.
Листья узколанцетные; прикорневые на достаточно длинных черешках, многократно перисторассечёные, длиной 20—30 см, шириной 2—4 см, доли последнего порядка щетиновидные, желобчатые, длиной 5—12 мм; стеблевые — более мелкие, на более коротких черешках; верхние — сидячие, мелкие, длиной 1—2 см.
Главный зонтик крупный, обоеполый, во время цветения диаметром 6—10 см; боковые более мелкие, диаметром 2—3 см, тычиночные.
Плод эллиптический, сильно сжат со спинки, длиной 11—13 мм, шириной 6—7 мм, с тремя узкокрылатыми спинными рёбрами и двумя широкими боковыми крыльями.

## Таксономия
Вид Ферульник щетинколистный входит в род Ферульник (Ferulago) семейства Зонтичные (Apiaceae) порядка Зонтикоцветные (Apiales).
|  |                                      |  |                                                             |                                                             |                     |  | ещё 8 семейств (согласно Системе APG II) | ещё 8 семейств (согласно Системе APG II) |                              |  |  |  | ещё около 50 видов |
|  |                                      |  |                                                             |                                                             |                     |  | ещё 8 семейств (согласно Системе APG II) | ещё 8 семейств (согласно Системе APG II) |                              |  |  |  | ещё около 50 видов |
|  |                                      |  |                                                             | порядок Зонтикоцветные                                      |                     |  |                                          |                                          | род Ферульник                |  |  |  |                    |
|  |                                      |  |                                                             | порядок Зонтикоцветные                                      |                     |  |                                          |                                          | род Ферульник                |  |  |  |                    |
|  | отдел Цветковые, или Покрытосеменные |  |                                                             |                                                             | семейство Зонтичные |  |                                          |                                          | вид Ферульник щетинколистный |  |  |  |                    |
|  | отдел Цветковые, или Покрытосеменные |  |                                                             |                                                             | семейство Зонтичные |  |                                          |                                          |                              |  |  |  |                    |
|  |                                      |  | ещё 44 порядка цветковых растений (согласно Системе APG II) | ещё 44 порядка цветковых растений (согласно Системе APG II) |                     |  |                                          | ещё более 300 родов                      | ещё более 300 родов          |  |  |  |                    |
|  |                                      |  |                                                             | ещё 44 порядка цветковых растений (согласно Системе APG II) |                     |  |                                          |                                          | ещё более 300 родов          |  |  |  |                    |